# Trường Cao đẳng Công chính
Trường Cao đẳng Công Chính là một trường có lịch sử khá lâu đời tại Việt Nam.

## Hình thành
Năm 1898, Nha Tổng Thanh tra Công Chính Đông Dương và các Ty, Sở Công Chính được thành lập. Với mục đích đào tạo người Việt Nam giúp việc cho các cơ quan Công Chính, tháng 2 năm 1902, người Pháp thành lập "ngạch sự chuyên môn bản xứ ngành Công Chính" và đến tháng 6 cùng năm, các lớp đào tạo nhân viên cho ngành Công Chính được bắt đầu. Trường Công Chính đầu tiên đặt tại Hà Nội có tên Trường Thư ký và Cán sự chuyên môn Công Chính (École des Secrétaires et Agents Techniques des Travaux Publics) và do Nha Tổng Thanh tra Công Chính Đông Dương điều hành.
Năm 1913, trường được cải tổ theo Nghị định 1015 ngày 15 tháng 4 năm 1913 của Toàn quyền Đông Dương Albert Sarraut và trường được đổi tên là Trường Công Chính (École des Travaux Publics). Trường đóng tại Hà Nội, vẫn trực thuộc Nha Tổng Thanh tra Công Chính Đông Dương. Học sinh được nhận vào, miễn thi nếu có văn bằng Cao đẳng Tiểu học. Sinh viên sau khi tốt nghiệp sẽ được bổ dụng ngạch Cán sự Chuyên môn bậc 1 hạng 4.
Năm 1917, Toàn quyền Đông Dương tái lập trường Viện Đại học Đông Dương tại Hà Nội, Trường Công Chính được nâng lên thành Trường Cao đẳng Công Chính Đông Dương (École Supérieure des Travaux Publics de l’Indochine), với chương trình học 2 năm, điều kiện thi tuyển cũng như trước nhưng các sinh viên tốt nghiệp được tuyển vào ngạch Cán sự Công Chính tập sự, sau 2 năm thì được thi lên hạng 4. Trường lúc này trực thuộc Tổng Nha Học Chính Đông Dương.
Cùng đạo tạo ngành Công Chính, năm 1922, lớp Cao đẳng Công Chính được thành lập để đào tạo các Công trình sư Công Chính (Agents Voyers des Travaux Publics), lớp này được dạy tại Trường Khoa Học Thực Hành và chỉ dành cho các Cán sự chuyên môn Công Chính tốt nghiệp với số điểm trung bình 13 trở lên hoặc có 4 năm công vụ và thi đỗ từ hạng 10 trở lên. Thời gian học là 12 tháng với chương trình gần giống chương trình đào tạo kỹ sư Công Chính tại Pháp thời bấy giờ. Các sinh viên đỗ được cấp văn bằng Diplôme d’Études Supérieures, École des Sciences Appliquées- Section du Cours Supérieur des Travaux Publics và được bổ nhiệm vào ngành Công Trình Sư tập sự, sau 4 năm làm việc được dự thi vào ngành Công Trình Sư Thực Thụ.
Năm 1925, trường Cao đẳng Công Chính đưa thêm môn học Địa Chính và Địa Dư vào chương trình để đào tạo các cán sự chuyên môn người bản xứ cho các Sở Công Chính, Địa Chính và Địa Dư. Thời gian học tăng lên 3 năm. Sinh viên tốt nghiệp được cấp "Văn bằng tốt nghiệp lớp Cao đẳng trường Đại học Khoa Công Chính" (Diplôme Supérieur de l’Université avec mention École des Travaux Publics) và được bổ nhiệm vào ngạch Cán sự Công Chính tập sự, sau 2 năm làm việc sẽ được bổ dụng vào ngạch Cán sự Công Chính hạng 4.
Năm 1928, trường Khoa học Thực Hành bị bãi bỏ, lớp Công trình sư Công Chính được sáp nhập vào Trường Cao đẳng Công Chính.
Năm 1931, Trường Cao đẳng Công Chính tạm dừng tuyển sinh vào các lớp đào tạo Cán sự chuyên môn. Năm 1938, trường mở lại lớp đào tạo này cho các ngành Công Chính, Địa Chính và Địa Dư. Chỉ có những thí sinh có văn bằng Cao đẳng Tiểu học hay tương đương mới được dự thi và khoá học kéo dài trong 3 năm. Sinh viên tốt nghiệp được cấp bằng Tốt Nghiệp Cán sự Công Chính và được bổ dụng vào ngạch tập sự. Riêng lớp Công Trình Sư khoá 1943-1944 được cải đổi thành lớp đào tạo Kỹ sư Công Chính Đông Dương.
Đến năm 1945, khi quân đội Nhật đảo chính Pháp, trường Cao đẳng Công Chính tại Hà Nội phải đóng cửa.

## Tái lập

### Tại miền Bắc Việt Nam
Theo Sắc lệnh của Chủ tịch Hồ Chí Minh và Nghị định của Bộ giáo dục và Bộ giao thông công chính, ngày 15 tháng 11 năm 1945, khai giảng năm học đầu tiên của Trường Cao đẳng Công chính dưới chính thể Việt Nam Dân chủ Cộng hoà
Ngày 13 tháng 4 năm 1946, trường mang tên Trường Đại học Công chính theo Sắc lệnh số 50 ngày 13 tháng 4 năm 1946.
Xem thêm bài Đại học Giao thông Vận tải#Lịch sử

### Tại miền Nam Việt Nam

#### Tái lập Trường Cao đẳng Công Chánh
Tháng 7 năm 1947, Trường Cao đẳng Công Chính cũng được tái lập tại Sài Gòn và chỉ dành cho Ban Trung Đẳng. Đến năm 1950, chính phủ Pháp chuyển giao trường lại cho chính quyền Quốc gia Việt Nam theo phụ ước ngày 30 tháng 5 năm 1950, ông Trần Văn Bạch được cử giữ chức Giám đốc trường và trường được đổi tên thành Trường Cao đẳng Công Chính Việt Nam
Chương trình học lúc này vẫn áp dụng theo Nghị định số 2027, ngày 8 tháng 8 năm 1944 và các Nghị định bổ sung, các lớp học gồm có: 
- Lớp dự bị: muốn thi tuyển học sinh phải có bằng Trung học Đệ nhất cấp hoặc Tú Tài 1.
- Lớp đệ I Trung Đẳng: muốn thi tuyển học sinh phải có bằng Tú Tài 2.
- Lớp đệ II Trung Đẳng: muốn thi tuyển học sinh phải có chứng chỉ Toán Học Đại Cương.

Sau khi học xong lớp đệ II Trung Đẳng, nếu tốt nghiệp được tối thiểu 12/20, sinh viên sẽ nhận được bằng Cán Sự Công Chính.
Tháng 9 năm 1951, trường mở lại lớp Cao đẳng để đào tạo Kỹ Sư Công Chính, lớp chỉ nhận những người có bằng Tú Tài II và tốt nghiệp Cán Sự Công Chính với số điểm từ 14/20 điểm trở lên. Ngoại lệ cho những khoá tốt nghiệp năm 1952, 1954 và 1955, lớp nhận thêm những sinh viên có một trong 2 điều kiện trên vì những năm đó, sinh viên đạt 2 điều kiện trên là rất ít. Trong thời gian này, trường đào tạo được một số Kỹ Sư, Cán Sự ngành Địa Chính và Địa Dư.

#### Trực thuộc
Xem thêm bài Trung tâm Quốc gia Kỹ thuật Phú Thọ
Trong những năm 1956-1957, trường chuyển dời và sau đó trực thuộc Trung tâm Quốc gia Kỹ thuật Phú Thọ cùng với các trường Cao đẳng Điện, Công nghệ Hoá Học và Hàng Hải. Khoá Kỹ Sư Công Chính cuối cùng thuộc quy chế cũ tốt nghiệp năm 1961 và khoá Cán Sự Công Chính tốt nghiệp năm 1960.
Sau khi trực thuộc Trung tâm, trường đào tạo 2 ban là Ban Cán Sự và Ban Kỹ Sư.
Đối với Ban Kỹ Sư, kể từ năm 1958, trường chỉ nhận những thí sinh có bằng tú tài toàn phần Toán hay Kỹ thuật vào thi, chương trình học trong 4 năm, sinh viên tốt nghiệp được cấp Văn Bằng Kỹ Sư Công Chính hay Địa Chính từng môn học.
Ban Cán Sự có những thay đổi đáng kể, ban đầu (1957) thí sinh thi vào học phải có văn bằng tốt nghiệp Trung học Phổ Thông hay Kỹ thuật và có chứng chỉ học lớp Đệ Tam. Thời gian học là 3 năm, và 3 tháng hè phải đi tập sự tại các Nha, Sở hay Ty Công Chính địa phương. Thi tốt nghiệp phải đạt trung bình hơn 12 điểm mới được cấp phát văn bằng "Cán Sự Công Chánh" hay "Cán Sự Địa Phương". Năm 1967, do kỹ thi Trung học Đệ Nhất Cấp bị bãi bỏ nên thí sinh phải có chứng chỉ Tú Tài I mới được vào thi, chương trình học rút lại còn 2 năm. Đến năm 1973, kỳ thi Tú Tài I bãi bỏ, chỉ còn bằng Tú Tài II nên các thí sinh phải có bằng Tú Tài II mới được dự thi, chương trình học kéo dài 2 năm.
Trong những năm 1973-1974, Học viện Quốc gia Kỹ thuật ra đời thay thế Trung tâm Quốc gia Kỹ thuật Phú Thọ, tuy nhiên, cơ cấu tố chức vẫn được giữ nguyên.

#### Sáp nhập
Năm 1974, Học viện Quốc gia Kỹ thuật sáp nhập vào Viện Đại học Bách khoa Thủ Đức, tổ chức dạy và học đối với ngành Công Chính được bố trí như sau:
- Ban Cán Sự Trường Công Chính bị huỷ bỏ và thay thế bằng ngành Kiến Tạo và Công Chính trực thuộc Trường Đại Học Chuyên nghiệp Trung Cấp, là trường chuyên đào tạo Phụ Tá Kỹ Sư.
- Sinh viên năm thứ nhất Ban Kỹ Sư bất kể ngành học nào đều phải học tại Trường Đại Học Khoa Học Cơ Bản.
- Ban Kỹ Sư Trường Cao đẳng Công Chính trở thành Ngành Kiến Tạo và Công Chính trực thuộc Đại Học Kỹ thuật Phú Thọ, là trường chuyên dạy sinh viên năm thứ hai trở lên. Sinh viên Ngành Kiến Tạo và Công Chính được phép chọn một số môn học và dự án ra trường theo ý mình, có thể là Kiến Tạo, Thủy Lợi và Địa Cơ - Đường Lộ.

Sau sự kiện 30 tháng 4 năm 1975, chính thể Việt Nam Cộng Hoà cáo chung, Viện Đại học Bách Khoa Thủ Đức bị giải tán.

#### Lãnh đạo các thời kỳ[4][5]
| Tên               | Học vị                       | Thời gian |
| ----------------- | ---------------------------- | --------- |
| Segas             | Kỹ sư Kiều Lộ                | 1902-1915 |
| Paul Bergue       | Kỹ sư Kiều Lộ                | 1915-1922 |
| Favier            | Kỹ sư Kiều Lộ                | 1922-1926 |
| Girard            | Kỹ sư Kiều Lộ                | 1926-1926 |
| Connan            | Kỹ sư Kiều Lộ                | 1926-1934 |
| *                 | Dừng tuyển sinh              | 1931-1938 |
| Paul Jarry        | Kỹ sư Kiều Lộ                | 1938-1945 |
| *                 | Đóng cửa vì chiến tranh      | 1945-1947 |
| Francois Guyau    | Kỹ sư Kiều Lộ                | 1947-1950 |
| Trần Văn Bạch     | Kỹ sư Kiều Lộ                | 1950-1954 |
| Trần Văn Sách     | Kỹ sư Cao đẳng Điện học      | 1954-1957 |
| Lê Sĩ Ngạc        | Kỹ sư Kiều Lộ                | 1957-1964 |
| Nguyễn Chính      | Kỹ sư Bách Khoa, KS. Kiều Lộ | 1964-1965 |
| Nguyễn Thanh Toàn | Kỹ sư Công Chính, MSCE       | 1965-1966 |
| Nguyễn Ngọc Thịnh | Tiến sĩ, Kỹ sư Thủy Lợi      | 1966-1972 |
| Nguyễn Triệu Đồng | Tiến sĩ, Kỹ sư Thủy Lợi      | 1972-1973 |
| Nguyễn Đức Thịnh  | Tiến sĩ, Kỹ sư Thủy Lợi      | 1973-1974 |
| Nguyễn Đức Chí    | Kỹ Sư Công Chính, MSCE       | 1974-1975 |

#### Thông tin thêm
Theo quyết định số 426-Ttg ngày 2 tháng 10 năm 1976 của Thủ tướng chính phủ Việt Nam, trường Đại học Phú Thọ được đổi tên thành Trường đại học bách khoa với những ngành học chính như: cơ khí, điện, điện tử, xây dựng công trình dân dụng và công trình công nghiệp, giao thông vận tải, thủy lợi, hoá kỹ thuật, công nghiệp thực phẩm và công nghiệp nhẹ... Trường do Bộ Đại học và trung học chuyên nghiệp quản lý.